# Golden Trailer Award
De Golden Trailer Awards zijn Amerikaanse filmprijzen die elk jaar worden uitgereikt ter ere van prestaties op het gebied van trailers, posters en advertenties voor films en videospellen.

## Overzicht
De Golden Trailer Awards worden gepresenteerd door de zussen Evelyn Brady-Watters en Monica Brady. De genomineerde trailers worden beoordeeld door een jury bestaande uit filmregisseurs, acteurs, schrijvers, producers, medewerkers van advertentiebedrijven en critici. De uitreikingsceremonie vindt altijd plaats in mei.
De eerste Golden Trailers werden uitgereikt op 21 september 1999 in New York. Sinds 2008 wordt de uitreiking uitgezonden door Fox' MyNetworkTV.

## Categorieën
- Beste actietrailer
- Beste animatie- of familietrailer
- Beste komedietrailer
- Beste documentairetrailer
- Beste dramatrailer
- Beste buitenlandse trailer
- Beste buitenlandse onafhankelijke trailer
- Beste horrortrailer
- Beste thrillertrailer
- Beste onafhankelijke trailer
- Beste muzikale trailer
- Beste romantische trailer
- Beste gesproken trailer
- Beste videospeltrailer
- Beste trailer voor een boekverfilming
- Beste trailer – geen film
- Gouden vlies
- Trashiest